# Ервін Клаузен
Ервін Клаузен (нім. Erwin Clausen; 5 серпня 1911, Берлін — 4 жовтня 1943, Північне море) — німецький льотчик-ас винищувальної авіації, майор люфтваффе (посмертно). Кавалер Лицарського хреста Залізного хреста з дубовим листям.

## Біографія
В 1931 році вступив у ВМФ, в 1935 році переведений в люфтваффе. Після закінчення авіаційного училища зарахований в 3-тю ескадрилью 2-ї навчальної ескадри. Учасник Польської і Французької кампаній, а також битви за Британію. З 1 лютого 1941 року — командир 1-ї ескадрильї 2-ї навчальної ескадри. Учасник Балканської кампанії, під час якої здобув 2 повітряні перемоги, та Німецько-радянської війни. 6 січня 1942 року на основі його ескадрильї була сформована 1-ша ескадрилья 77-ї винищувальної ескадри (на той момент на рахунку Клаузена були 18 збитих літаків). 9 березня 1942 року протягом одного дня збив 5 ворожих літаків. 22 червня 1942 року здобув 100-ту перемогу. 1 лютого 1943 року переведений в навчальну групу «Південь». 20 червня 1943 року призначений командиром 1 групи 11-ї винищувальної ескадри, з якою брав участь у боях на Заході. В липні 1943 року збив 8 чотиримоторних бомбардувальників. 4 жовтня 1943 року літак Клаузена (FW.190A-5) був протаранений В-24 і він загинув.
Всього за час бойових дій здійснив 561 бойовий виліт і збив 132 літаки, з них 14 чотиримоторних бомбардувальників В-17 і В-24 і 114 радянських (включаючи 17 Іл-2).

## Нагороди
- Нагрудний знак пілота
- Медаль «За вислугу років у Вермахті» 4 класу (4 роки)
- Залізний хрест
  - 2 класу (17 вересня 1939)
  - 1 класу (4 липня 1940)
- Почесний Кубок Люфтваффе (20 червня 1941)
- Німецький хрест в золоті (18 травня 1942)
- Лицарський хрест Залізного хреста з дубовим листям
  - лицарський хрест (22 травня 1942)
  - дубове листя (№ 106; 23 липня 1942)
- Авіаційна планка винищувача в золоті з підвіскою «500»